# HMS Collingwood (1908)
El HMS  Collingwood  fue un acorazado Británico de la clase St. Vincent perteneciente a la Royal Navy.
El buque, fue botado el 7 de noviembre de 1908, y completado en 1910, y tras ser dado de alta, se le asignó a la primera división de la Home Fleet británica. En febrero de 1911, el Collingwood encalló en una zona rocosa cerca de Ferrol.
Sirvió como buque insignia de la primera escuadra en junio de 1912, se unió a la gran flota en agosto de 1914, con la que participó en la Batalla de Jutlandia. El príncipe Alberto (que posteriormente, al ascender al trono, lo hizo con su cuarto nombre, Jorge VI) sirvió en el HMS Collingwood durante la batalla como subteniente en la torre 'A'.
En 1916, el HMS Collingwood se unió a la cuarta escuadra de combate, y una vez finalizado el conflicto, sirvió como buque de entrenamiento de artilleros en Portsmouth. El buque, fue desguazado en 1922.